# Kustskepparexamen
Kustskepparexamen är en finsk informell sjöfartsexamen administrerad av Navigationsförbundet. Kursen bygger vidare på förbundets skärgårdsskepparexamen och behandlar bland annat meteorologi, tidvatten, samt grundinsikter i elektroniska hjälpmedel. Kustskepparexamen är ett av de sätt på vilket man kan visa att man behärskar teorin kring navigering och bestämmelser som krävs för internationellt förarbrev för fritidsbåt.
Kurser inför kustskepparexamen arrangeras av de större navigationssällskapen, av medborgar- och arbetarinstitut och av andra utbildningsinstitutioner. Också självstudier är möjliga. Examinationen sköts av navigationsförbundets medlemsföreningar.